# Thrips pauciporus
Thrips pauciporus är en insektsart som beskrevs av Nakahara 1994. Thrips pauciporus ingår i släktet Thrips och familjen smaltripsar. Inga underarter finns listade i Catalogue of Life.